# 山形県立米沢栄養大学
山形県立米沢栄養大学（やまがたけんりつよねざわえいようだいがく、英語: Yamagata Prefectural Yonezawa University of Nutrition Sciences）は、山形県米沢市通町6-15-1に本部を置く日本の公立大学。1952年創立、2014年大学設置。

## 概観

### 大学全体
山形県立米沢栄養大学は、2014年（平成26年）に山形県立米沢女子短期大学の健康栄養学科を4年制の学部に改組する形で設立された、1学年あたり40人で、1学部1学科からなる小規模な公立単科大学である。大学卒業後、実務経験なしですぐに管理栄養士国家試験を受験できる、山形県内初で唯一の管理栄養士養成施設でもある。
前述の通り女子短大を母体とするが、男女共学である。2022年（令和4年）現在、学生176名中の16名が男子。

### 建学の精神

#### アドミッション・ポリシー
山形県立米沢栄養大学のアドミッション・ポリシーは以下の通り。
1. 人とのかかわりを大切にできる人
2. 人間、健康、栄養そして食への関心が持てる人
3. 必要な基礎学力に加え、論理的な思考能力を有する人
4. 本学で学んだことを生かし、地域と社会に貢献したいと考えている人

#### 教育の理念・目的
教育研究上の理念として「豊かな人間性と、幅広く深い教養と知識のうえに、栄養に関する高度な専門知識と専門技術を身に付けた国際的な視野を有する人材を育成し、教育と研究の成果に基づき地域と社会に貢献することにより、県民の健康で豊かな暮らしの実現に寄与する」ことを掲げ、「人材の養成」と「地域と社会への貢献」を教育研究上の目的に据えている。

### 教育および研究
管理栄養士の養成に特化した教育課程が編成されている。学生は、大学卒業時に管理栄養士国家試験受験資格と栄養士免許を取得できるほか、選択科目の履修により要件を満たせば栄養教諭一種免許も与えられる。

## 沿革

### 略歴
山形県立米沢栄養大学の母体校は、1952年（昭和27年）に設立された米沢女子短期大学（現・山形県立米沢女子短期大学）であるが、直接の前身学科は1994年（平成6年）4月に開設された健康栄養学科である。2009年（平成21年）度より県の有識者による検討が始まり、2011年（平成23年）3月には山形県立米沢女子短期大学健康栄養学科を発展改組する形での新県立大学設置の基本計画が策定された。以後計画が進められ、2013年（平成25年）10月31日には設置が認可され、2014年（平成26年）4月に開学した。

### 年表
1994年以前の歴史については山形県立米沢女子短期大学を参照のこと。
- 1994年（平成6年）  - 山形県立米沢女子短期大学、家政学科に替わって社会情報学科が新設される。家政学科食物専攻が健康栄養学科に改組される。
- 2013年（平成25年）
  - 3月28日 - 山形県立米沢女子短期大学より文部科学大臣へ大学設置認可申請書が提出される。
  - 10月31日 - 文部科学大臣より大学の設置が認可される。
- 2014年（平成26年） - 山形県立米沢栄養大学が開学。山形県立米沢女子短期大学の健康栄養学科が募集停止。
- 2018年（平成30年） - 大学院健康栄養科学研究科が開設される。

## 基礎データ

### 所在地
- 山形県米沢市通町6-15-1
  - 山形県立米沢女子短期大学と同一敷地内にある。

## 教育および研究

### 組織

#### 学部
- 健康栄養学部
  - 健康栄養学科

#### 大学院
- 健康栄養科学研究科（修士課程） - 2018年（平成30年）4月に開設された[6]。
  - 健康栄養科学専攻

#### 附属機関

##### 附属図書館
大学敷地内に山形県公立大学法人附属図書館（山形県立米沢女子短期大学と共用）が置かれている。

## 学生生活
2014年（平成26年）現在、開学して間もないこともあり、学生は山形県立米沢女子短期大学の学生自治会やサークルに入会して諸活動を行うこととなっている。

## 施設

### 寮
女子学生のみ、2年間学寮（米沢女子短期大学と共用）で生活できる。入寮者は入学手続き時に希望者の中から選考される。

## 対外関係
母体校の山形県立米沢女子短期大学とは、敷地をはじめ施設の多くを共用している。総合事務も同一事務所で行われているが、電話問い合わせなどの対応は短大・大学ではなく、運営法人名の山形県公立大学法人の呼称で受け答えされる決まりで、戸惑われることも多く、注意が必要である。

### 他大学との協定
山形県立米沢栄養大学は、以下の大学などと単位互換協定を結んでおり、学生は各大学の設置する一部の科目を履修し、単位を取得できる。
- 山形大学
- 東北芸術工科大学
- 山形県立保健医療大学
- 東北公益文科大学
- 東北文教大学
- 山形県立米沢女子短期大学
- 羽陽学園短期大学
- 鶴岡工業高等専門学校
- 放送大学山形学習センター
- 山形県立農業大学校
- 東北文教大学短期大学部
- 山形県立産業技術短期大学校
- 山形県立産業技術短期大学校庄内校